# Vinberg
Vinberg is een plaats in de gemeente Falkenberg in het landschap Halland en de provincie Hallands län. De plaats heeft 598 inwoners (2005) en een oppervlakte van 45 hectare.

## Geschiedenis
Vinberg werd voor het eerst vermeld in geschriften rond 1330–1334. De naam komt waarschijnlijk van een samenvoeging van vind (wind) en berg. In vergelijking tot de omgeving is Vinberg rijk aan archeologische vondsten, waaronder vondsten uit de Bronstijd.
De oudst bekende kerk werd gebouwd in de 12e eeuw en begin 20e eeuw weer afgebroken. Deze werd vervangen door een grotere nieuwe kerk die nu nog in gebruik is sinds 1899.

## Verkeer en vervoer
Bij de plaats loopt de Länsväg 154 en heeft een station aan de Falkenbergspoorlijn.